# Descenso de Cobreloa a la Primera B en 2015
El primer descenso de Cobreloa a la Primera B, segunda división del fútbol chileno, fue un hecho ocurrido el jueves 30 de abril de 2015, tras perder en la demanda efectuada por Ñublense y Audax Italiano a la Segunda Sala del Tribunal de Disciplina de la ANFP, y sufrir el descuento de 3 puntos por El Caso Hisis.

## Cobreloa y su relevancia internacional
El Club de Deportes Cobreloa es una sociedad anónima deportiva de la ciudad de Calama, Chile. Fue fundado el 7 de enero de 1977. El Fútbol Profesional es su disciplina más destacada, en la cual ganó 14 títulos nacionales en su historia, donde se destacan sus 8 títulos de Primera División en las 38 temporadas ininterrumpidas que se mantuvo en la Serie de Honor, promediando así 1 título cada 4,75 años y convirtiéndose en el club de provincia —fuera de Santiago— con más títulos de Primera División. Ejerce su localía en el reconstruido Estadio Municipal de Calama, que fue rebautizado como Estadio Zorros del Desierto y reinaugurado el 18 de abril de 2015, en el partido entre Cobreloa y Deportes Antofagasta, partido válido por la fecha N° 15 del Torneo de Clausura de Chile, donde los naranjas vencieron por 3:1.
Sus divisiones inferiores en estos últimos años ha formado a varios jugadores chilenos importantes, entre los cuales se destacan Eduardo Vargas, Charles Aránguiz, y Alexis Sánchez, entre otros.
En el ámbito Internacional participó 13 veces en Copa Libertadores de América; 1981, 1982, 1983, 1987, 1989, 1993, 2000, 2001, 2002, 2003, 2004, 2005, 2007. 3 veces en Copa Sudamericana; 2002, 2012, 2013 y dos veces en Copa Conmebol; 1995, 1996. Sus participaciones más destacadas fueron en Copa Libertadores 1987 cuando llegó a segunda fase, en Copa Libertadores 1981 y Copa Libertadores 1982, donde llegó a dos finales consecutivas, perdiendo ambas en agónicas finales frente a Flamengo y Peñarol respectivamente. Los zorros del desierto además poseen el récord continental de ser el equipo con mayor cantidad de partidos invicto de local y el quinto a nivel mundial, con 91 partidos jugados entre el 22 de diciembre de 1979 y el 22 de septiembre de 1985.
El club nortino es considerado uno de los "cuatro grandes" del fútbol chileno e históricamente el equipo de provincias más exitoso del fútbol chileno.
A fines del mes de abril de 2015, se produce el primer descenso de categoría en toda su historia, al perder la demanda por El Caso Hisis.

## Los descensos en el fútbol chileno
El ente organizador de los torneos de Fútbol profesional en Chile, la Asociación Nacional de Fútbol Profesional de Chile, conocida como "ANFP", estableció lo siguiente respecto a los descensos y ascensos entre la Primera División y la Primera B:
Finalizando el presente Torneo Clausura, los clubes que se ubiquen en las posiciones 16.ª, 17.ª y 18.ª de la tabla de cómputo general de las fases regulares de los Torneos de Apertura y Clausura de la Temporada 2014-2015 (tabla de coeficiente), descenderán en forma automática a la Primera B, ascenderá un club de Primera B a Primera División y no habrá Liguilla de Promoción, como en la temporada 2013-14. Los ascensos y descensos, se harán efectivos a partir de la temporada siguiente, a aquella en que se produjeron.
En el evento que durante el desarrollo del campeonato, un equipo fuere sancionado por un órgano competente de la ANFP o externo y producto de esa sanción, se determinará su suspensión y/o descenso a la categoría inmediatamente inferior, este equipo ocupará el último lugar de la tabla general, que decreta el descenso a Primera B en la Temporada 2015-16.
Producido el hecho señalado en el artículo precedente, respecto a los puntos disputados o por disputar que correspondan con el equipo sancionado, si la suspensión, descenso o desafiliación, se produce en el transcurso del campeonato, los puntos disputados o por disputarse por el equipo sancionado y los equipos que jugaron o jugarán con él, se considerarán como nulos.

### Otros equipos grandes que también descendieron
Además de Cobreloa, otros dos equipos de los considerados "grandes del fútbol chileno" han pasado por la misma situación:
- Universidad Católica en 1955: En 1955, Universidad Católica, con dos títulos de Primera División en ese entonces, quedaría con 21 puntos en la tabla agregada por la liguilla del descenso, descendiendo a la Segunda División por primera vez en su historia.
- Universidad Católica en 1973: Los cruzados volverían a descender por segunda vez en su historia luego de terminar el torneo de 1973 en el último lugar con 21 puntos luego de perder 18 partidos, empatar 11 y ganar solo 5.
- Universidad de Chile en 1988: La primera y única vez que la Universidad de Chile descendió, fue en 1988 luego de terminar en la posición 15 (de entre 16 equipos) con 26 puntos, descendiendo automáticamente junto Palestino a la Segunda División.

## El descenso de Cobreloa

### Torneo Apertura 2013
Fue el segundo torneo del año 2013 de la Primera División del fútbol chileno y el primero de la temporada 2013-2014. Comenzó el 28 de julio de 2013 y finalizó el 8 de diciembre de 2013. Debido a que el Estadio Municipal de Calama se encontraba en reconstrucción, Cobreloa ejercería su localía en el Luis Becerra Constanzo. Con Jorge "Chicho" García como director técnico, Cobreloa logró ganar 6 partidos, empatar 5 y perder 6, quedando así en la 10° posición de la tabla con 23 puntos.

### Torneo Clausura 2014
Fue el primer torneo del año 2014 de la Primera División del fútbol chileno y el segundo de la temporada 2013-2014. Se inició el 3 de enero de 2014 y finalizó el 27 de abril de 2014. El Torneo Clausura 2014 cerró la temporada 2013-2014 de la Primera División chilena. Jorge García dirigiría al equipo solo hasta la 7° fecha del torneo. Asumiría como entrenador interino el exfutbolista chileno y loíno Cesar Bravo, quien se mantendría en la banca solo hasta la fecha 10°. A partir de la fecha 11° asumió el exfutbolista argentino y también exjugador de Cobreloa, Marcelo Trobbiani. Cobreloa cosecharía 22 puntos en los 17 partidos que disputó, quedando así en la 8° posición de la tabla. En la Tabla Acumulada 2013-14 terminaría en el puesto 9° con 45 puntos y un rendimiento de 44,12%.

### Torneo Apertura 2014
El Torneo Apertura 2014 fue el segundo torneo del año 2014 de la Primera División del fútbol chileno y el primero de la temporada 2014-2015. Comenzó el 19 de julio de 2014 y culminó el 7 de diciembre de 2014. Al igual que el torneo anterior, los mineros volverían a tener 3 entrenadores diferentes: Trobbiani dirigiría hasta la fecha 5°, y su hijo, Pablo Trobbiani quedaría como entrenador interino durante las fechas 6° y 7°. Finalmente llegaría Fernando Vergara, quien no pudo realizar grandes mejoras en el juego del plantel y mantendría al equipo en la última posición del torneo (18°) en prácticamente todas las fechas restantes. Fue así como Cobreloa realizó el peor torneo en su historia, rescatando apenas 11 puntos en 17 partidos disputados; ganó 3, empató 2 y perdió 12 encuentros. Anotó apenas 19 goles y recibió 39 en contra (culminando así con una diferencia de gol de -20) y su rendimiento fue de 21.6%.

### Torneo Clausura 2015
El Torneo Clausura 2015 fue el primer torneo del año 2015 de la Primera División del fútbol chileno y el segundo de la temporada 2014-2015. Se inició el 2 de enero de 2015 y finalizó el 3 de mayo de 2015. Para este campeonato, volvería a dirigir al equipo calameño, por tercera vez, el exfutbolista sanfelipeño Marco Antonio Figueroa. El 26 de abril, finalizada la fecha 16°, Cobreloa se encontraba con 22 puntos en el 9° puesto de la tabla. 4 días después, el 30 de abril, se sabría que Ñublense ganaba la demanda y que se le restarían 3 puntos a Cobreloa. De esta forma, los zorros del desierto descendían por primera vez en su historia, por secretaría y con una fecha aun por disputarse del torneo, casualmente de visita en Chillán frente al mismo Ñublense. El último partido de Cobreloa en Primera División terminaría en una derrota por 3 - 2.

#### "El Caso Hisis"
El viernes 10 de abril de 2015, Ñublense presentó ante el tribunal de disciplina de la ANFP una denuncia contra Cobreloa por una supuesta infracción al reglamento del torneo. Según los chillanejos, Cobreloa infringió las bases del certamen en el Artículo 53, Número 3 -que se refiere a "Los Entrenadores y el Cuerpo Técnico" del Título VII- que establece que "ningún director técnico podrá dirigir otro club en el mismo campeonato, ni registrar contrato en ninguna otra calidad, cualquiera sea la denominación que sirva para encubrir la condición de entrenador"; y también en el Número 4, que precisa que "ningún director técnico podrá dirigir más de dos clubes ANFP en una misma temporada". El ayudante técnico de Marco Antonio Figueroa en Cobreloa, Alejandro Hisis (que también es entrenador), fue ayudante en Ñublense en el Torneo de Apertura y luego en Cobreloa en el Torneo de Clausura.
Al día siguiente, Audax Italiano se sumó al conjunto sureño en la demanda. Ambos clubes en ese entonces estaban peleando por su permanencia en la primera División.
El martes 14 de abril, Alejandro Musa, secretario del Tribunal de Disciplina, confirmó que la denuncia fue recibida, citando así a Cobreloa y a Hisis a declarar y defenderse. El jueves 23 de abril se dio a conocer el fallo: la primera sala del Tribunal de Disciplina resolvió rechazar la demanda de Ñublense y Audax Italiano sobre Cobreloa con una votación dividida de 4-3. El fallo indicó "que atendido el mérito de lo expuesto en los considerandos del presente fallo y sobre la base de lo dispuesto en el artículo 53 N°3 de las Bases del Torneo 2014 - 2015, campeonato nacional de primera división (apertura y Clausura), se rechazan, en todas sus partes, las Denuncias de los Clubes Audax Italiano La Florida SADP y Ñublense SADP". El tribunal desestimó ya que, el artículo hace referencia a los técnicos y no a sus asistentes. De haberse acogido la demanda, el club habría perdido tres puntos, además de haberse visto obligado a pagar 500 UF.
Sin embargo al día siguiente, el presidente de Ñublense, el judío Patrick Kiblisky, insistiría en la demanda, llegando hasta la sede de la ANFP para presentar una apelación al fallo del Tribunal respecto al Caso Hisis en Cobreloa. "Creemos que podemos ganar esta apelación para que le descuenten los puntos a Cobreloa. Es una contundente apelación", afirmó Kiblisky al CDF, confiado en que se revertiría la resolución en la Segunda Sala del Tribunal de Disciplina. El jueves 30 de abril, a una fecha de que se terminara el Torneo de Clausura, desde la mismísima ANFP se confirmó la pérdida de tres puntos para Cobreloa por El Caso Hisis. De esta forma Cobreloa quedaría en el puesto 17° de la Tabla del Descenso con 75 puntos y un promedio de 1,119 y sin chances de ganar su permanencia en la Primera División del fútbol chileno en cancha. Carlos Torres Kameid, integrante de la Segunda Sala del Tribunal de Disciplina y perteneciente a Audax Italiano, no se inhabilitó de fallar en el recurso presentado por su club Audax Italiano y por Ñublense, y falló a favor de Audax Italiano y de Ñublense. Con su voto, Audax Italiano y Ñublense ganaron por 3 a 2 en la Segunda Sala, mandando al descenso a Cobreloa antes de jugar su último partido.

## Consecuencias
- El 30 de abril, en Santiago, hinchas del club se manifestaron en las afueras de la sede de la ANFP ubicada en Quilín. Uno de los aficionados Claudio Lorca manifestó: Cobreloa no ha cometido ninguna acción indebida. Hisis es ayudante técnico, y si fuera DT, tampoco estaría haciéndolo, ya que el reglamento dice dos o más equipos, y el sólo ha estado en dos... ....se me vino todo abajo. Es nuestro primer descenso. No podemos defender al club como dirigentes, pero como hincha lo defenderemos reclamando. Es una mafia y una injusticia lo que está cometiendo la ANFP.[15]
- Hinchas y aficionados de Cobreloa también hicieron ver su malestar en Calama en las afueras de la Municipalidad de dicha ciudad.[16]
- Ese mismo día, el presidente de la comisión fútbol de Cobreloa, Sebastián Vivaldi, lanzó duras acusaciones a la dirigencia de Ñublense y el presidente de la Primera Sala del Tribunal Ezequiel Segal: Es difícil ganar cuando uno no tiene fuerza dentro del sistema. Ellos tenían un integrante de Ñublense en el directorio de la ANFP, entonces él tiene más fuerza adentro para poder moverse y presionar. Pedí una reunión con (Sergio) Jadue para explicar y decirle que queríamos inhabilitar al señor (Carlos) Torres, pero no se pudo. Sabíamos que ese voto era en contra. Ahí está (Ezequiel) Segal, presidente de la Primera Sala y que votó contra nosotros... ...un par de judíos, extranjeros hacen lo que quieren y (bajan) a Segunda División a uno de los grandes del fútbol chileno por interpretación... ...Cobreloa es un equipo grande. Mañana los sindicatos de Codelco te pueden parar los camiones, para la mina, en Calama puede quedar la cagá. Lo único que tenía Calama era su Cobreloa y lo mandaron a segunda por una interpretación, un par de viejos hueones que votaron en contra y no miden las consecuencias. Es matar a una ciudad (…) Estos viejos hueones votan por presiones, amistad, por ayudar a Ñublense que no se la pudo en cancha.[17]
- También el 30 de abril, el presidente de Cobreloa Augusto González fue encarado por furiosos hinchas en una conferencia de prensa en el hotel HN de Santiago.[18]
- El 5 de mayo, el ya retirado futbolista de 40 años que fue campeón con Cobreloa en el Apertura 2003, Clausura 2003 y Clausura 2004, Juan Luis González, mostró su disposición para volver a vestir la camiseta naranja si así se lo pedían.[19]

## Comentarios de referentes históricos de Cobreloa
- Washington Olivera: el ídolo de Cobreloa que se destacó en los años 80 y que fue campeón de Primera División en el 1982 declaró: Lo que pasó es la suma de muchos errores durante tantos años. Esto no es de ahora. Cobreloa podía haber caído antes, incluso. Aquí hay un mal trabajo que hicieron los dirigentes y los cuerpos técnicos que han pasado por el club. A la larga, la suma de estos errores te termina pasa la cuenta... ...Es muy triste ver a Cobreloa en esta situación. Y yo estoy dolido, porque fui uno de los pioneros del club; estuve en ese equipo maravilloso de los 80, que lo encumbramos a nivel sudamericano y mundial, y hoy perder la categoría da mucha tristeza. Yo sé cómo debe estar el pueblo naranja y cómo deben estar muchos de los jugadores que vistieron la camiseta en mis tiempos... ...Aquí hay que cambiar todo. Se tienen que ir los dirigentes: los (Sebastián) Vivaldi, los (Gerardo) Mella, los (Augusto) González, Juan George, y tiene que llegar un cuerpo técnico nuevo, porque este cuerpo técnico que está no lo hizo bien y es irrespetuoso... ...Aquí hay que dedicarse a los juveniles, porque Cobreloa tiene muchos y buenos. Por ejemplo, el año pasado fueron campeones Sub 19.
- Nelson Acosta: el exentrenador de la Roja, que también dirigió en Cobreloa en dos períodos, siendo campeón en el Apertura 2003 y Clausura 2004 expresó: Es una lástima, me enteré esta mañana en plena práctica. No se puede creer, todavía no termina el campeonato y tenía opciones de remontar. Quieron informarme más antes de dar una opinión más detallada. Tras algunas horas nuevamente declaró: Cuando supe no entendía nada, me llamó mucha la atención. Tengo una tremenda pena. Estoy muy complicado, no lo digo porque me conviene, si lo he dicho antes. Es un golpe fuerte, Cobreloa no merece estar en el descenso. Si se cometió ese error de ese tiempo es muy difícil de defender, las bases no se pueden pasar a llevar, pero la pena es tremenda... ...Lo único que deseo que, si se confirma, vuelvan pronto a Primera División. Es un equipo grande, de gran trayectoria, que no siempre es catalogado grande porque no está en Santiago, pero tiene prestigio en Chile y en el continente[20]
- Juan Luis González: el exjugador de Cobreloa, con el cual fue campeón 3 veces, declaró para La Cuarta: Se han hecho las cosas muy mal: dirigentes, mando técnico, jugadores... todos tienen culpa en algo tan feo como es perder la categoría”, soltó, agregando que “Cobreloa es un gigante, un grande de América, que por nada en el mundo se merece estar en Primera B. Es hoy el momento que rememos todos para el mismo lado y le demos vida a nuestro club. Yo estoy dispuesto a dar una mano.[19]
- Alexis Sánchez: el jugador nacido en la cantera de Cobreloa, equipo con el cual debutaría a los 16 años, mando un mensaje en sus cuentas personales de Instagram (con una foto) y Twitter recordando su paso por el club: Lindos recuerdos en COBRELOA cuando tenía 16 años... very nice memories, with Cobreloa, I was 16 years old...[21]

## Impacto en la prensa latinoamericana
Al ser Cobreloa uno de los clubes más importantes del fútbol chileno y del continente, su descenso por secretaría fue destacado en medios de prensa latinoamericanos. En Argentina, el periódico deportivo Olé tituló: Descenso por tribunal; mientras que la página deportiva MundoD tituló: Chile: Cobreloa, condenado al descenso en el tribunal de disciplina. Por su parte, la red de emisoras de radio de Perú, Radio Programas del Perú (RPP) informó: Fútbol Chileno: Confirmado descenso de Cobreloa a Primera B, mientras el Diario uruguayo La República tituló: Chile: Cobreloa desciende a la Segunda División “en los tribunales”. ESPN publicó por internet: Cobreloa perdió el fallo por 'caso Hisis' y descendió a Primera B.